# Сельское поселение «Большевистское»
Се́льское поселе́ние «Большевистское» — муниципальное образование в Ононском районе Забайкальского края Российской Федерации.
Административный центр — село Большевик.

## История
Статус и границы сельского поселения установлены Законом Читинской области от 19 мая 2004 года «Об установлении границ, наименований вновь образованных муниципальных образований и наделении их статусом сельского, городского поселения в Читинской области».

## Население
| 2010 | 2011  | 2012 | 2013 | 2014 | 2015 | 2016 |
| ---- | ----- | ---- | ---- | ---- | ---- | ---- |
| 1021 | ↘1015 | ↘983 | ↘953 | ↘937 | ↘908 | ↘901 |
| 2017 | 2018  | 2019 | 2020 | 2021 |      |      |
| ↘882 | ↘860  | ↘824 | ↘813 | ↘673 |      |      |

## Состав сельского поселения
| № | Населённый пункт | Тип населённого пункта       | Население |
| - | ---------------- | ---------------------------- | --------- |
| 1 | Большевик        | село, административный центр | ↘328      |
| 2 | Кубухай          | село                         | ↘320      |
| 3 | Урта-Харгана     | село                         | ↘51       |
| 4 | Усть-Лиска       | село                         | ↘83       |